# Estado Dao
Dao (chino: 道; pinyin: Dào) fue un estado vasallo de la dinastía Zhou. Estaba en la actual Ru'nan. 
Amenazado por su poderoso vecino, Chu, se volvió aliado de Qi para protegerse. Durante el reinado del duque Huan de Qi (685-643 a. C.) hubo paz para los pequeños feudos de Dao, Jiang (江国), Huang (黄國) y Bai (柏国) pero al morir, Qi se hundió en la guerra civil que permitió a Chu expandirse a costa de estos pequeños estados. Sus habitantes fueron trasladados a Jingdi (荊地) hasta que el rey Ping de Chu (528-516 a. C.) les permitió volver. Fue finalmente aniquilado por Chu en las Primaveras y Otoños, en fecha desconocida.